# Febris

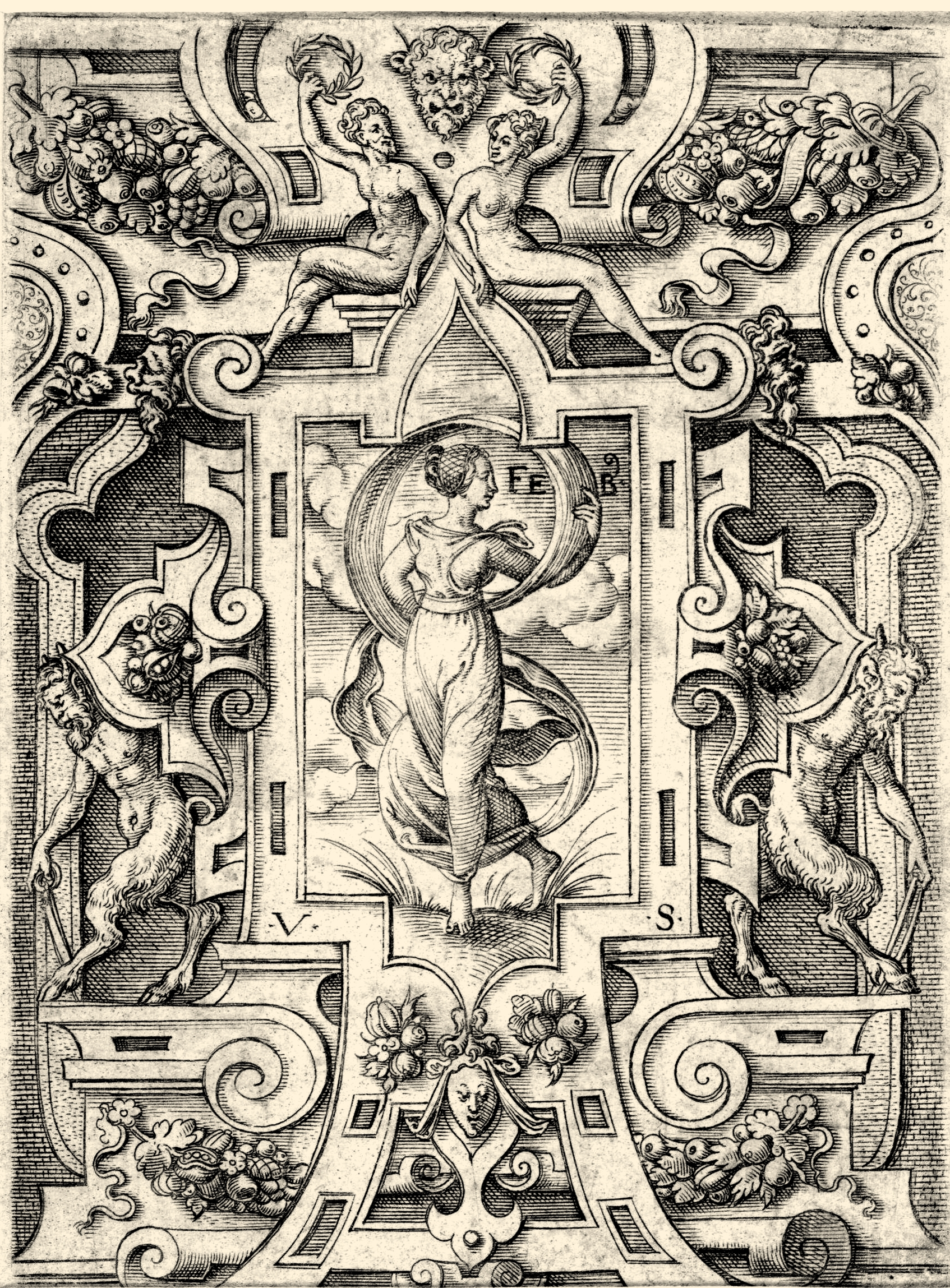
Febris

En la mitología romana, Febris (en latín: "fiebre") era la diosa que encarnaba la fiebre a la que se propiciaba para evitar este mal. Febris tenía tres templos en la antigua Roma, el más antiguo de ellos se encontraba entre el Monte Palatino y Velabrum, tal como dan cuenta Valerio Máximo y Cicerón; el segundo en el Esquilino y el último en el Vicus Longus. Se la invocaba con la fórmula Febris diva, Febris sancta, Febris magna. Puede tener su origen en Februus dios etrusco. Entre sus atributos característicos están la "astucia" y la "honestidad", según Séneca.